# Richia hahama
Richia hahama là một loài bướm đêm trong họ Noctuidae.